# Chupacabras
Chupacabras is het derde studioalbum van Phideaux, de muziekgroep van Phideaux Xavier. Het album ontstond rond de compositie Chupacabras, die al eerder geschreven was (2002) maar niet bij het toenmalige album Fiendish paste. Het verwijst naar Chupacabra. Ook de ander track komen uit het verleden. Party uit 1990; Fortress is een samensmelting van Chupacabras en Titan; Ruffian en tussenliggende track was origineel bestemd voor Ghost Story maar paste er niet bij; Titan dateert uit het verleden van Phideaux als leider van Satyricon¹, een band, die nooit een album heeft uitgebracht. Volgend album 313 werd al aangekondigd. Track 5 tot en met 7 pasten niet bij Ghost Story. 

## Composities
Allen van Rick Robertson (teksten), Phideaux Xavier (muziek):

| Nr. | Titel | Duur  |
| --- | --- | ----- |
| 1.  | Okay | 2:06  |
| 2.  | Chupacabras (I Supper’s calling;II The shepherdess;III A brief history of truth and beauty; IV Chupacabras;V Get my goat;VI Study and review;VII The gift;) | 20:41 |
| 3.  | Party | 5:17  |
| 4.  | Fortress of sand | 5:05  |
| 5.  | Ruffian on the stairs | 2:59  |
| 6.  | Sunburnt | 2:50  |
| 7.  | Return of the Ruffian | 4:17  |
| 8.  | Titan | 5:14  |

## Musici
De musici verschillen per track
1. niet vermeld
2. Chris Bleth – dwarsfluit, hobo, sopraansax; Stefanie Fife – cello, Ariel Farber – zang; Valerie Gracious – zang; Devon Moffat – zang; Gabriel Moffat – toetsinstrumenten; Phideaux – toetsinstrumenten, gitaar, basgitaar, zang;; Markus Sherkus – toetsinstrument, doedelzak, Rich Hutchins – slagwerk
3. Chris Bleth – dwarsluit, hobo; Ariel Farber – zang; Stefanie Fife – cello, Valerie Gracious – zang, Rich Hutchins- slagwerk; familie Moffat - zang, Gabriel Moffat – aanvullingen; Phideaux – zang, gitaar, basgitaar, toetsinstrumenten
4. Ariel Farber – zang; Mark Sherkus – mellotron; Gabirel Moffat – aanvullingen; Phideaux – zang, gitaar, piano
5. Mark Sherkus – piano; Gabriel Moffat – aanvullingen; Rich Hutchins – slagwerk; Phideaux zang, gitaar, basgitaar, piano, KORG
6. idem
7. idem
8. Ariel Farber – viool; Valeire Gracious – zang, Gabriel Moffat – aanvullingen; Rich Hutchins – slagwerk; Phideaux – zang, gitaar, basgitaar, piano, mellotron.

¹Satyricon bestond uit Phideaux, Rick Robertson, Hutchins en Matt Burns (gitarist).

## Bron
- het album Chupacabras

.